# Hugh Montagu Allan
Pour les articles homonymes, voir Montagu (homonymie).

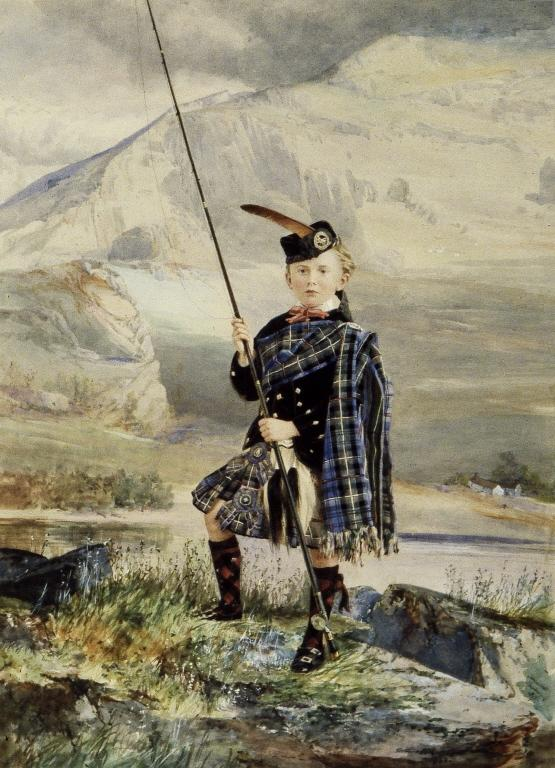
Monsieur Hugh Allan, Montréal, photographie peinte, 1867

Hugh Montagu Allan (né Hugh Andrew Montagu Allan) (né à Montréal le 13 octobre 1860 et décédé dans la même ville le 26 septembre 1951), est un banquier, armateur et sportif canadien qui a fondé la coupe Allan, trophée récompensant la meilleure équipe masculine amateur de hockey sur glace au Canada.
Sa carrière professionnelle commence à l'âge de 21 ans quand il se joint à l'entreprise de Hugh et Andrew Allan, constructeurs et courtiers maritimes. Président de la compagnie de navigation Allan Line de 1909 à 1912, il s'intéresse surtout au domaine bancaire. Il est le dernier président de la Merchant's Bank of Canada, de 1902 à 1922. En 1921, cette banque compte 400 succursales et des actifs de 190 millions de dollars, mais le montant de ses prêts est trop élevé et, afin d'éviter la débâcle, Allan doit en négocier la fusion avec la Banque de Montréal. Il est également président ou directeur de plusieurs entreprises financières et manufacturières.
Grand amateur de sport, il est président du Montreal Jockey Club pendant de nombreuses années. Ses chevaux remportent le QUEEN'S PLATE, la Montreal Hunt Cup et divers autres trophées. En 1910, il fait don de la COUPE ALLAN, pour le championnat de hockey amateur. Lieutenant-colonel honorifique du Black Watch (Royal Highland Regiment) of Canada, il est fait chevalier en 1904.

## Biographie
Né dans une famille écossaise établie au Québec, il est le second fils de Sir Hugh Allan. Connu sous le nom de famille Allan, il décide de changer son nom d'usage en Montagu pour éviter la confusion avec son cousin Hugh Andrew Allan (1857-1938). Il suit ses études à l'Université Bishop, à Lennoxville (Québec), puis à Paris (France) avant de commencer à travailler avec son père armateur, propriétaire de la Allan Line, où il accède par la suite au conseil d'administration.
Le 18 octobre 1893, Montagu Allan se marie avec Marguerite Ethel MacKenzie (1873-1957) de qui il a quatre enfants :
1. Marguerite Martha (1894-1942), qui fonda le Montreal Repertory Théâtre (Théâtre de répertoire de Montréal)
2. Hugh Allan (1897-1917)
3. Anna Marjory (1898-1915)
4. Gwendolyn Evelyn (1900-1915)

En mai 1915, pendant la Première Guerre mondiale, son épouse ainsi que ses deux plus jeunes enfants, Anna, 16 ans, et Gwen, 15 ans, se trouvent à bord du RMS Lusitania qui est coulé par le sous-marin allemand Unterseeboot-20. Lorsque ses enfants et Mme Allan sautent à l'eau, cette dernière est gravement blessée. Pendant que les sauveteurs la secourent, ses deux filles se noient. Le corps d'Anna ne sera jamais retrouvé, mais le cadavre de Gwendolyn est repêché le lendemain et ramené à Montréal et  inhumé dans le caveau familial au Cimetière du Mont Royal. Deux ans après cette tragédie, la guerre fait une troisième victime en la personne du fils ; Hugh Allan, sous-lieutenant aviateur dans l'aviation britannique, est tué au combat.
Montagu Allan siège sur le conseil d'administration de plusieurs compagnies canadiennes importantes, notamment Canada Steamship Lines (armateurs), Royal Trust (en) (finances), Ogilvie Flour Mills Co. (minoteries), et la Montreal Light, Heat and Power Company (électricité). Également il est président de la Merchants' Bank et supervise sa fusion avec la Banque de Montréal en 1922.
Sportif accompli, Allan était membre de plusieurs clubs sportifs et propriétaire d'une écurie de chevaux pur-sangs de course ; ses chevaux gagnèrent plusieurs Queen's Plates, la course de chevaux la plus prestigieuse au Canada. Pour sa contribution au monde du hockey sur glace, il fut intronisé membre du Temple de la renommée du hockey en 1945, à titre de bâtisseur.
Au début du XXe siècle, le village de Cacouna était un lieu de villégiature huppé où se retrouvaient les membres de la high society de Montréal et Toronto. Allan y fit construire en 1900 le château Montrose, une magnifique résidence estivale, et y passa de nombreux étés jusqu'en 1938. La résidence est maintenant propriété des Pères Capucins.
Allan fut honoré du titre de chevalier par le roi Édouard VII du Royaume-Uni in 1906, et quelques années plus tard, il reçut la décoration de Commandeur de l'Ordre royal de Victoria.
Montagu Allan et sa femme sont enterrés au Cimetière Mont Royal aux côtés de deux de leurs filles.